# 高山秀毅
高山 秀毅（たかやま ひでき、1965年（昭和40年）3月10日 - ）は、エフエム北海道（AIR-G'）編成制作局編成制作部部長代理、アナウンサー。愛知県名古屋市出身。血液型O型。　好きな色は　”青"。　　尚、ラジオを放送する上でリスナーに対して大事にしている「言葉・想い」は「”大丈夫だから”」という気持ち！
ナイトルーティンは「数学の問題」を解くこと！　スマホのロック画面、推しのLIINEスタンプは「ねこぺん日和」♪

## 略歴
小学生時代に父に買ってもらった小型ラジオで野球中継や深夜放送を聞き始めラジオに傾倒しはじめラジカセを用いて自作のドラマを作ったほか、高校の放送部で全国大会にも出場、自分の声で何かを伝えることを職業として志す。
学生時代の　初デートは「地元の高台」。
大阪芸術大学放送学科に進学し、音楽や美術に関心を持つ友人が多く音楽に関する知識経験を深めその後のクラシック音楽番組作りなどに役立てられる。アナウンサーを志すなかで、卒業を1年伸ばし東京の専門学校に通いながら新聞社のアルバイトやクラシック音楽のコンサートに足を運ぶなどし、1989年にFM北海道に入社。以来AIR-G'の看板DJとして様々な番組を担当。現在はディレクターも兼任している。

## 現在の担当番組
- AIR-G' classic program 朝クラ!（2005年4月 - ）[6]
- Pre palette（2024年10月 - 木曜担当）
- 北海道品質プロジェクト
- ウポポイラジオ
- AIR-G’防災減災ウィーク
- AIR-G' パワープレイ今月の推薦曲 DJ
- 道新ヘッドラインニュース（随時）

この他、放送開始・終了時の局名告知ナレーションも担当している。

## 過去の担当番組
- 札響アワー→札響アワースペシャル（1992 - 1996年）[7]
- AIR-G CHART BOMBERS（1997年）[8]
- 中田美知子の週刊AIR-G'族〜T.G.I.F レポーター
- FM電リク・テレホンジャック7
- フォルサ・コンサドーレ
- 北海道マラソン（2006年以降第3スタジオで実況[9]）
- RADIO 4 YOU（2007年5月）
- AIR-G' 開局特別番組
- Morning PAX[10]（- 2009年3月31日、主に前半担当）
- トーク・ステップ・ジャンプ（日曜日8:30-8:55）
- Music on the GLOBE（2008年11月1日 - 2009年2月28日 、土曜日25:30）
- MONO GLOBE（2009年4月4日 - 2010年3月26日、土曜日21:30）
- Saturday Foo! (2013年4月6日 - 2017年3月25日、土曜日8:00-10:00、11:00-12:00)
- Vivid Couleur[11]（2009年4月1日 - 2013年3月28日、月-木曜日7:30-9:00担当）
- ALL ROADS LEAD to HOKKAIDO!（2016年3月27日、TOKYO FMとの共同制作） - 構成・プロデューサー
- Rep.ly.ze[12]（2017年4月7日 - 2018年3月30日）
- JR貨物 presents Sound of Train[13]（2022年10月 - 12月、特別編2023年1月22日）

ほか多数